# Старченківський заказник
Ста́рченківський заказник — ентомологічний заказник місцевого значення в Україні. Розташований у Маріупольському районі Донецької області, на північ від села Темрюк, на правому березі річки Темрюк. 
Площа — 5 га. Статус заказника присвоєно рішенням облвиконкому № 652 від 17 грудня 1982 року. 
У Старченківському заказнику гніздяться дикі бджоли.